# 713

## Esdeveniments
- Es tria a Ardó com últim rei visigot.
- El comte visigot Teodomir resisteix l'atac dels musulmans a Oriola. L'enfrontament acaba amb un pacte de capitulació que respectava un grau d'independència i que reconeixia l'autoritat nominal de l'emir.

## Necrològiques
Medina: Abu-Bayhas, cap kharigita